# Заместитель государственного секретаря США по вопросам контроля вооружений и международной безопасности
Заместитель государственного секретаря по контролю над вооружениями и международной безопасности (англ. Under Secretary of State for Arms Control and International Security) — это должность в Государственном департаменте США, которая выполняет функции старшего советника президента и государственного секретаря по контролю над вооружениями, нераспространению и разоружению.
В этом качестве заместитель присутствует и участвует по указанию президента в Совете национальной безопасности и подчиненных заседаниях, касающихся контроля над вооружениями, нераспространения и разоружения, и имеет право общаться с Президентом через Государственного секретаря и членами Совета национальной безопасности по вопросам контроля над вооружениями, нераспространения и разоружения.
Заместитель также возглавляет межведомственный политический процесс по нераспространению и управляет глобальной политикой безопасности США, главным образом в области нераспространения, контроля над вооружениями, региональной безопасности и оборонных отношений, а также поставок оружия и помощи в области безопасности, обеспечивают политическое руководство в следующих областях: нераспространение, включая ракетную и ядерную области, а также распространение химического, биологического и обычного оружия; контроль над вооружениями, включая переговоры, ратификацию, проверку и соблюдение, а также реализацию соглашений о стратегических, нетрадиционных и обычных силах; региональные отношения в области безопасности и обороны, включая политику в отношении обязательств США в области безопасности во всем мире, а также использования вооруженных сил США в односторонних или международных миротворческих целях; а также программы поставок оружия и помощи в обеспечении безопасности, а также политика в области поставок оружия.
По поручению государственного секретаря заместитель выполняет ряд функций в соответствии с Законом об иностранной помощи, Законом о контроле за экспортом оружия и соответствующим законодательством. Бюро международной безопасности и нераспространения, бюро военно-политических вопросов и бюро по контролю над вооружениями, проверки и соблюдения требований находятся под политическим надзором заместителя. По закону помощник госсекретаря по контролю над вооружениями, проверке и соблюдению требований, помощник госсекретаря по международной безопасности и нераспространению и помощник госсекретаря по военно-политическим вопросам подчиняются заместителю.
По данным Управления истории Госдепартамента США, заместитель впервые получил постоянный титул «Старший советник президента и госсекретаря по контролю над вооружениями, нераспространению и разоружению», когда администрация Клинтона решила объединить Агентство по контролю над вооружениями и разоружению и Информационное агентство США в Государственный департамент, а также преобразование в его состав Агентства США по международному развитию.

## Список заместителей государственного секретаря США по вопросам международной безопасности, 1972–1993 гг.
| Имя                   | Предполагаемый офис | Левый офис          | Президент служил под |
| --------------------- | ------------------- | ------------------- | -------------------- |
| Кертис Тарр           | 2 мая 1972 г.       | 25 ноября 1973 г.   | Ричард Никсон        |
| Уильям Дональдсон     | 26 ноября 1973 г.   | 10 мая 1974 г.      | Ричард Никсон        |
| Карлайл Мо            | 10 июля 1974 г.     | 17 сентября 1976 г. | Джеральд Форд        |
| Люси Бенсон           | 28 марта 1977 г.    | 5 января 1980 г.    | Джимми Картер        |
| Мэтью Нимец           | 21 февраля 1980 г.  | 5 декабря 1980 г.   | Джимми Картер        |
| Джеймс Бакли          | 28 февраля 1981 г.  | 20 августа 1982 г.  | Рональд Рейган       |
| Уильям Шнайдер мл.    | 9 сентября 1982 г.  | 31 октября 1986 г.  | Рональд Рейган       |
| Эд Дервински          | 24 марта 1987 г.    | 21 января 1989 г.   | Рональд Рейган       |
| Реджинальд Бартоломью | 20 апреля 1989 г.   | 7 июля 1992 г.      | Джордж Буш-старший   |
| Фрэнк Виснер          | 20 июля 1992 г.     | 19 января 1993 г.   | Джордж Буш-старший   |

## Список заместителей государственного секретаря США по вопросам контроля вооружений и международной безопасности с 1993 г. по настоящее время
| Имя                                           | Предполагаемый офис                                 | Левый офис         | Президент служил под       |
| --------------------------------------------- | --------------------------------------------------- | ------------------ | -------------------------- |
| Линн Этеридж Дэвис                            | 1 апреля 1993 г.                                    | 8 августа 1997 г.  | Билл Клинтон               |
| Джон Холум                                    | 1 декабря 1997 г.                                   | 7 августа 2000 г.  | Билл Клинтон               |
| Джон Болтон                                   | 11 мая 2001 г.                                      | 31 июля 2005 г.    | Джордж Буш                 |
| Роберт Джозеф                                 | 1 июня 2005 г.                                      | 2 марта 2007 г.    | Джордж Буш                 |
| Джон Руд (исполняющий обязанности)            | 26 сентября 2007 г.                                 | 20 января 2009 г.  | Джордж Буш                 |
| Эллен Таушер                                  | 26 июня 2009 г.                                     | 7 февраля 2012 г.  | Барак Обама                |
| Роза Гетемюллер                               | 7 февраля 2012 г. ИО с 7 февраля по 7 марта 2014 г. | 12 октября 2016 г. | Барак Обама                |
| Томас М. Кантриман (исполняющий обязанности)  | 12 октября 2016 г.                                  | 27 января 2017 г.  | Барак Обама/ Дональд Трамп |
| Элиот Канг (исполняющий обязанности)          | 27 января 2017 г.                                   | 9 января 2018 г.   | Дональд Трамп              |
| Кристофер Эшли Форд (исполняющий обязанности) | 9 января 2018 г.                                    | 30 апреля 2018 г.  | Дональд Трамп              |
| Андреа Томпсон                                | 30 апреля 2018 г.                                   | 20 октября 2019 г. | Дональд Трамп              |
| Кристофер Эшли Форд исполняющий обязанности)  | 21 октября 2019 г.                                  | 8 января 2021 г.   | Дональд Трамп              |
| Маршалл Биллингсли (исполняющий обязанности)  | 11 января 2021 г.                                   | 20 января 2021 г.  | Дональд Трамп              |
| CS Элиот Канг (как старший чиновник)          | 20 января 2021 г.                                   | 21 июля 2021 г.    | Джо Байден                 |
| Бонни Дженкинс                                | 22 июля 2021 г.                                     |                    | Джо Байден                 |

## Внешние ссылки
- Сайт заместителя государственного секретаря США по контролю над вооружениями и международной безопасности.
- Страница Офиса историки об организационных изменениях Государственного департамента во время администрации Клинтона.